# Temporada de huracanes del Atlántico de 1966
La temporada de huracanes del Atlántico de 1966 hizo que la oficina de la Oficina Meteorológica en Miami, Florida, fuera designada Centro Nacional de Huracanes (NHC) y asumiera la responsabilidad de pronosticar ciclones tropicales en la cuenca. La temporada comenzó oficialmente el 1 de junio y duró hasta el 30 de noviembre. Estas fechas delimitan convencionalmente el período de cada año en el que se forman la mayoría de los ciclones tropicales en la cuenca del Atlántico. Es una temporada superior al promedio en términos de tormentas tropicales, con un total de 15. El primer sistema, el huracán Alma, se desarrolló sobre el este de Nicaragua el 4 de junio y se convirtió en el huracán mayor más reciente en el mes de junio. Alma provocó graves inundaciones en Honduras y luego en Cuba, pero causó un impacto relativamente menor en el sureste de los Estados Unidos. Alma resultó en 91 muertes y alrededor de $ 210,1 millones (1966 USD) en daños.
La tormenta tropical sin nombre de junio y Becky, Celia, Dorothy y Ella tuvieron poco o ningún impacto en la tierra. El siguiente sistema, el huracán Faith, se desarrolló cerca de Cabo Verde el 21 de agosto. Avanzó hacia el oeste a través del Océano Atlántico hasta el norte de La Española. Después de recorrer en paralelo la costa este de los Estados Unidos, Faith se movió hacia el noreste a través del Atlántico abierto y luego se convirtió en extratropical el 13 de septiembre. Aunque nunca tocó tierra, Faith y sus remanentes generaron mares agitados que resultaron en cinco muertes, una de ellas sobre el Atlántico abierto. y los otros cuatro en alta mar en Dinamarca. Las dos próximas tormentas tropicales, Greta y Hallie, causaron un impacto insignificante.
El ciclón tropical más fuerte de la temporada fue el huracán Inés, un poderoso huracán de categoría 5 que devastó gran parte del Caribe, los Cayos de Florida y partes de México. A lo largo de su trayectoria, la tormenta causó daños por unos 226,5 millones de dólares y más de 1000 muertos. Después de Inés, los otros ciclones que alcanzaron al menos la intensidad de tormenta tropical, Judith, Kendra, Lois y dos sistemas no identificados en noviembre no produjeron impactos significativos en tierra. El sistema final, una tormenta tropical sin nombre, degeneró en una vaguada sobre el Atlántico occidental el 26 de noviembre. En general, las tormentas de esta temporada causaron colectivamente al menos 1096 muertes y unos $436,6 millones en daños.

## Resumen de temporada
La temporada de huracanes en el Atlántico comenzó oficialmente el 1 de junio. Durante el año, la Oficina Meteorológica de Miami, Florida, fue redesignada como Centro Nacional de Huracanes. Fue una temporada cercana al promedio en la que se formaron once tormentas tropicales, en comparación con el promedio de 11,3 tormentas con nombre entre 1966 y 2009. Siete de estos alcanzaron la categoría de huracán, ligeramente por encima del promedio de 6,2 entre 1966 y 2009. Además, tres tormentas alcanzaron la categoría de huracán mayor, con una media de 2,3 entre 1950 y 2000. Tres huracanes y una tormenta tropical tocaron tierra durante la temporada, causando al menos 1096 muertes y $ 436,6 millones en daños. El huracán Faith también causó muertes, a pesar de permanecer lejos de la costa. La temporada terminó oficialmente el 30 de noviembre.
La primera tormenta, el huracán Alma, se desarrolló sobre el este de Nicaragua el 4 de junio. Alma cruzó el Caribe y golpeó a Cuba. La tormenta volvió a tocar tierra en Florida como huracán el 9 de junio. Esto marcó la primera llegada a tierra de un huracán en los Estados Unidos desde un huracán en mayo y junio de 1825. Alma continuó hacia el noreste a través del sureste de los Estados Unidos hasta convertirse en Virginia extratropical en alta mar el 13 de junio. Más tarde ese mes, se desarrolló otra depresión tropical. El mes de julio fue muy activo, con cuatro tormentas con nombre: Becky, Celia, Dorothy y Ella. Además, se desarrolló una depresión tropical en el Golfo de México. Sin embargo, la ciclogénesis tropical luego se detuvo durante más de tres semanas, hasta que se desarrolló el huracán Faith el 21 de agosto. En promedio, se forman tres o cuatro tormentas con nombre en agosto.
En septiembre se desarrollaron cuatro ciclones tropicales, incluidas las tormentas tropicales Greta, Hallie y Judith, así como el huracán Inés. Con un pico de huracán de categoría 5 en la escala de vientos huracanados de Saffir-Simpson con vientos de 165 mph (270 km/h), Inés fue el ciclón tropical más fuerte de la temporada. Aunque Inés persistió hasta octubre, no se desarrolló ningún otro sistema ese mes. Por lo general, en octubre se forman dos tormentas con nombre. El último ciclón tropical, el huracán Lois, existió del 4 al 11 de noviembre. 
La actividad de la temporada se reflejó con una calificación de energía ciclónica acumulada (ACE) de 145. ACE es, en términos generales, una medida de la potencia del huracán multiplicada por el tiempo que existió, por lo que las tormentas que duran mucho tiempo, así como los huracanes particularmente fuertes, tienen ACE altos. Solo se calcula para avisos completos en sistemas tropicales a 39 mph (63 km/h) o más, que es la fuerza de una tormenta tropical.

## Ciclones tropicales

### Huracán Alma
Una onda tropical que se movía hacia el oeste cruzó el Mar Caribe y llegó a América Central a principios de junio. La interacción de la tierra inicialmente desaceleró el desarrollo. Sin embargo, después de que la ola girara hacia el norte y resurgiera en el Caribe, se organizó rápidamente en una depresión tropical a las 12:00 UTC del 5 de junio.  Mientras avanzaba por Honduras, el sistema precursor dejó caer fuertes lluvias que mataron al menos a 73 personas en la ciudad de San Rafael. Mar adentro en el norte de Honduras, el sistema produjo fuertes lluvias en la Isla Swan. La depresión se desplazó hacia el norte-noreste y se intensificó hasta convertirse en la tormenta tropical Alma alrededor de las 00:00 UTC del 6 de junio, unas 18 horas antes de convertirse en huracán. Después de convertirse en huracán de categoría 2 el 8 de junio, Alma tocó tierra en Cuba en dos ocasiones, primero en la Isla de la Juventud con vientos de 155 km/h (100 mph) y luego cerca de Guanimar, provincia de Artemisa, con una intensidad ligeramente mayor. La Habana observó ráfagas de viento de hasta 109 mph (175 km/h).  El huracán causó graves daños a los cultivos y escasez de agua. Más de 1000 casas fueron destruidas,  y los daños se estimaron en unos 200 millones de dólares.  La tormenta mató a 12 personas en el país.
Después de emerger en el Estrecho de Florida alrededor de las 13:00 UTC del 8 de junio, Alma continuó intensificándose y alcanzó la intensidad de un huracán mayor cinco horas después. Luego, la tormenta alcanzó su punto máximo como un huracán de categoría 3 con vientos máximos sostenidos de 115 mph (185 km/h) y una presión barométrica mínima de 970 mbar (29 inHg) a su paso entre Dry Tortugas y Key West, Florida. Este último informó cortes de energía e inundaciones.  Alma dejó caer fuertes lluvias y produjo vientos en la mayor parte de Florida, lo que dañó los cultivos y provocó cortes de energía dispersos.  El ciclón se debilitó a un huracán de categoría 1 antes de trasladarse a tierra cerca de St. Marks, Florida., a última hora del 9 de junio con vientos de 85 mph (140 km/h).  Esta fue la fecha más temprana de llegada a tierra en los Estados Unidos desde 1825. Los daños en Florida se estimaron en $ 10 millones y hubo seis muertes en el estado.  Alma cruzó el sureste de Georgia como una tormenta tropical,  dañando algunas casas y causando daños leves.  La tormenta se volvió a intensificar hasta convertirse en un huracán sobre el Océano Atlántico occidental alrededor de las 12:00 UTC del 11 de junio,  y sus bandas de lluvia exteriores arrojaron fuertes precipitaciones en Wilmington, Carolina del Norte. Alma encontró temperaturas de agua más frías y se debilitó nuevamente a la intensidad de tormenta tropical al final del día siguiente, poco antes de convertirse en un ciclón extratropical al este de los Outer Banks. La tormenta extratropical remanente fue absorbida por un límite frontal frente a la costa de Massachusetts el 14 de junio.

### Huracán Becky
A fines de junio, un límite frontal que se debilitaba y una vaguada en el nivel superior atravesaban el Atlántico occidental. El 27 de junio se produjo una llamarada convectiva significativa a lo largo del final del sistema frontal entre las Bahamas y las Bermudas. El sistema frontal también comenzó a interactuar con la parte norte de una onda tropical que se desplaza hacia el oeste sobre el Caribe. Después de que se desarrollara un centro bien definido el 30 de junio, el sistema se convirtió en una depresión subtropical cerca de las Bermudas a las 12:00 UTC. Seis horas después, el ciclón se intensificó a tormenta subtropical. Según las imágenes satelitales, el sistema se transformó en una tormenta tropical alrededor de las 12:00 UTC del 1 de julio.  Becky continuó intensificándose mientras se dirigía hacia el noreste bajo una vaguada de nivel superior. La tormenta alcanzó la categoría de huracán al mediodía del 2 de julio, seis horas antes de alcanzar su punto máximo con vientos máximos sostenidos de 85 mph (140 km/h) y una presión barométrica mínima de 984 mbar (29,1 inHg). Sin embargo, Becky pronto comenzó a debilitarse y a perder características tropicales, convirtiéndose en un ciclón extratropical a principios del 3 de julio.  Una baja temperatura fría hizo que los restos de Becky giraran al noroeste hacia el Atlántico canadiense, antes de ser absorbidos por otro sistema extratropical para el norte varias horas después.

### Huracán Celia
Una onda tropical generó una depresión tropical al oeste de las Islas de Sotavento a las 00:00 UTC del 13 de julio. Seis horas después, los informes de los barcos indicaron que la depresión se fortaleció hasta convertirse en la tormenta tropical Celia. Sin embargo, debido a que las imágenes satelitales mostraron solo un remolino débil con convección bien cortada hacia el sureste, Celia degeneró nuevamente a una onda tropical temprano el 14 de julio al norte de Puerto Rico mientras se desplazaba hacia el oeste. Mientras se acercaba a las Bahamas centrales a última hora del 18 de julio, los restos de Celia se regeneraron en una depresión tropical después de recuperar una circulación de bajo nivel. Ese día, Celia giró hacia el norte de regreso al Atlántico abierto. Las observaciones desde un barco indican que Celia volvió a fortalecerse hasta convertirse en tormenta tropical a primeras horas del 20 de julio mientras aceleraba hacia el noreste por delante de un límite frontal. La tormenta se intensificó significativamente a lo largo del día, alcanzando el estado de huracán a las 18:00 UTC. Luego, Celia alcanzó su punto máximo con vientos sostenidos de 75 mph (120 km / h) y una presión mínima de 994 mbar (29,4 inHg). El ciclón pronto comenzó a debilitarse, cayendo a la intensidad de tormenta tropical a las 06:00 UTC del 21 de julio. Seis horas más tarde, Celia hizo la transición a un ciclón extratropical, que golpeó el este de Nueva Escocia a última hora del 21 de julio y luego se disipó sobre Labrador al día siguiente. 
Solo se observaron lluvias ligeras en el Atlántico de Canadá y Quebec, con un total máximo de 1,7 pulgadas (44 mm) en Nueva Escocia.  Partes de Terranova experimentaron ráfagas de viento de hasta 45 mph (75 km/h).

### Huracán Dorothy
A fines de julio, una perturbación de bajo nivel situada sobre el Océano Atlántico central encontró una vigorosa vaguada de onda corta y se convirtió en un área superficial de baja presión el 21 de julio.  Inicialmente, la depresión tenía características extratropicales y carecía de características tropicales, como un núcleo cálido y un nuboso denso central bien desarrollado. Un barco meteorológico en el área indicó una afluencia de baroclinidad, lo que sugiere que Dorothy obtuvo su energía a través de procesos no tropicales.  Alrededor de las 12:00 UTC del 23 de julio, la depresión se convirtió en la tormenta tropical Dorothy. A partir de entonces, se movió en un movimiento casi estacionario hacia el noroeste y continuó intensificándose, alcanzando la categoría de huracán a última hora del 24 de julio. 
Al alcanzar la intensidad de huracán,  Dorothy poseía características tropicales, con evidencia de un núcleo cálido débil a partir del 25 de julio.  El huracán se desplazó en una trayectoria semicircular, y a las 12:00 UTC del día siguiente, Dorothy alcanzó su presión barométrica mínima de 989 mbar (29,2 inHg). Más tarde, el 26 de julio, el sistema se curvó hacia el norte-noreste. Se produjo un mayor fortalecimiento ya las 00:00 UTC del 28 de julio, Dorothy alcanzó su velocidad máxima sostenida del viento de 85 mph (135 km/h).  Moviéndose a través de temperaturas más frías en la superficie del mar, el huracán comenzó a debilitarse y cayó al estado de tormenta tropical a principios del 29 de julio. Dorothy continuó debilitándose y se volvió extratropical alrededor de las 18:00 UTC del día siguiente, mientras se encontraba a unas 610 millas (980 km) al norte-noroeste de la isla de Corvo en las Azores. Los restos continuaron hacia el noroeste y se disiparon el 31 de julio.

### Tormenta tropical Ella
El 20 de julio, una onda tropical emergió al Atlántico desde la costa oeste de África. La ola se organizó mientras se movía hacia el oeste y se convirtió en una depresión tropical a las 12:00 UTC del 22 de julio. La depresión se movió inicialmente hacia el oeste-noroeste a aproximadamente 23 mph (37 km/h) y se intensificó lentamente. Temprano el 24 de julio, el ciclón se fortaleció hasta convertirse en la tormenta tropical Ella y alcanzó su punto máximo con vientos máximos sostenidos de 40 mph (65 km/h) y una presión barométrica mínima de 1008 mbar (29,8 inHg). Ella permaneció mal organizada a lo largo de su duración y se debilitó nuevamente a depresión tropical a las 06:00 UTC del 28 de julio  debido a la salida del huracán Dorothy.  Aunque Ella pronto se disipó, sus restos giraron hacia el norte y persistieron hasta que fueron absorbidos por un límite frontal dos días después.

### Huracán Faith
Un área de clima alterado emergió en el Océano Atlántico desde la costa oeste de África a mediados de agosto.  Se convirtió en una depresión tropical mientras se encontraba entre Cabo Verde y la costa oeste de África el 21 de agosto. Siguiendo hacia el oeste, la depresión se intensificó y se convirtió en la tormenta tropical Faith al día siguiente. Moviéndose hacia el oeste a través del Océano Atlántico, continuó fortaleciéndose lentamente, alcanzando el estado de huracán a principios del 23 de agosto. Aproximadamente 42 horas después, Faith alcanzó un pico inicial con vientos de 105 mph (170 km / h), antes de debilitarse ligeramente el 26 de agosto.  Ubicadas cerca de las Antillas Menores, las bandas exteriores de Faith produjeron vientos huracanados en la región, especialmente en Puerto Rico, las Islas Vírgenes y Antigua.  Ocurrieron daños menores a botes y embarcaderos tan al sur como Trinidad y Tobago. 
El 28 de agosto, la tormenta comenzó a intensificarse, luego de girar hacia el norte-noroeste cerca de las Bahamas. A las 00:00 UTC del día siguiente, Faith alcanzó su punto máximo con vientos de 195 km/h (120 mph) y una presión barométrica mínima de 950 mbar (28 inHg). Finalmente, la tormenta se debilitó de nuevo a un huracán de categoría 2 y volvió a curvarse hacia el noreste.  Una persona se ahogó en el Atlántico occidental después de que su barco se hundiera.  Fuertes lluvias y fuertes vientos azotaron las Bermudas, aunque no se produjeron daños.  La tormenta mantuvo casi la misma intensidad durante varios días (volviéndose extratropical el 4 de septiembre), mientras avanzaba hacia el noreste en el lejano Océano Atlántico Norte. La fe se debilitó mientras estaba al norte de Escocia y fue rastreada cerca de las Islas Feroe.el 6 de septiembre.  Otras tres muertes por ahogamiento ocurrieron en el Mar del Norte cerca de Dinamarca.  Una quinta muerte ocurrió después de que un hombre sucumbiera a las heridas sufridas durante un incidente de navegación relacionado con la tormenta.  Los restos de Faith se trasladaron por Escandinavia y la Unión Soviética durante los días siguientes. En Noruega, las fuertes lluvias de la tormenta provocaron un derretimiento récord de los glaciares, lo que provocó "grandes" inundaciones en algunas áreas.  Al cruzar a la Unión Soviética, los restos de Faith permanecieron identificables hasta llegar a Franz Josef Land el 15 de septiembre.

### Tormenta tropical Greta
Una onda tropical atravesó el Atlántico bien al este de las Islas de Barlovento a fines de agosto. La ola se convirtió en una depresión tropical a unas 745 millas (1199 km) al este de Barbados a las 12:00 UTC del 1 de septiembre, basado en imágenes de satélite Nimbus 2 que muestran que se formó una circulación dentro de la masa de nubes. La depresión se desplazó hacia el oeste-noroeste y permaneció débil y desorganizada, con una convección altamente cortada en su lado este. Según los datos de los vuelos de reconocimiento, la depresión se intensificó hasta convertirse en la tormenta tropical Greta a principios del 4 de septiembre. Según los datos de reconocimiento, los informes de los barcos y la relación presión-viento, se estima que Greta alcanzó su punto máximo con vientos máximos sostenidos de 85 km/h (50 mph). h) y una presión barométrica mínima de 1004 mbar (29,6 inHg) varias horas después. El ciclón se debilitó lentamente a partir de entonces, cayendo a la intensidad de depresión tropical a principios del 6 de septiembre. Alrededor de las 18:00 UTC de ese día, Greta degeneró en un canal abierto.

### Tormenta tropical Hallie
Las imágenes satelitales de ESSA 2 indicaron que una gran área de clima perturbado comenzó a fusionarse con una banda frontal en el suroeste del Golfo de México. Después de un aumento en la actividad convectiva e imágenes satelitales que revelaron una circulación cerrada el 20 de septiembre, el sistema fue clasificado como depresión tropical a las 12:00 UTC. Seis horas después, la depresión se intensificó hasta convertirse en la tormenta tropical Hallie. Después de permanecer estacionaria inicialmente, Hallie finalmente comenzó a desplazarse hacia el suroeste hacia México. Temprano el 21 de septiembre, Hallie alcanzó su punto máximo con vientos máximos sostenidos de 60 mph (95 km/h) y una presión barométrica mínima de 997 mbar (29,4 inHg). Sin embargo, la tormenta se debilitó abruptamente a depresión tropical a las 18:00 UTC debido a la interacción del aire frío y seco con la tierra. Aunque el análisis posterior a la temporada indicó que Hallie pronto tocó tierra cerca de Nautla, Veracruz, el proyecto de reanálisis de huracanes del Atlántico concluyó que el ciclón permaneció en alta mar y se disipó poco después de las 18:00 UTC. Los restos de Hallie produjeron fuertes lluvias y ráfagas de viento de hasta 40 mph (65 km/h) en Nautla.

### Huracán Inés
Una onda tropical se convirtió en una depresión tropical muy al este de las Antillas Menores el 21 de septiembre.  Se movió lentamente hacia el oeste y se fortaleció hasta convertirse en la tormenta tropical Inés el 24 de septiembre. región de ultramar de Guadalupe el 27 de septiembre. Después de ingresar al Caribe, Inés se debilitó brevemente antes de que se produjera una tendencia de intensificación rápida, alcanzando vientos máximos sostenidos de 270 km/h (165 mph) el 28 de septiembre. Continuando hacia el oeste, Inés tocó tierra en la península de Barahona de la República Dominicana. Inés luego golpeó el suroeste de Haití, donde fue considerado el peor huracán desde la década de 1920.  Inés se debilitó rápidamente sobre La Española, aunque se volvió a intensificar hasta convertirse en un gran huracán antes de azotar el sureste de Cuba el 30 de septiembre. El huracán avanzó lentamente sobre Cuba durante dos días antes de emerger al Océano Atlántico cerca de las Bahamas. Inés se estancó y luego reanudó su camino anterior hacia el oeste. Entre el 4 y el 5 de octubre, la tormenta se desplazó hacia el oeste-suroeste a través de los Cayos de Florida. Al ingresar al Golfo de México, Inés comenzó a fortalecerse lentamente. El 10 de octubre, Inés tocó tierra cerca de Tampico como huracán de categoría 3. La tormenta se debilitó rápidamente y se disipó sobre Guanajuato el 11 de octubre. 
En Guadalupe, Inés dañó gravemente los cultivos de azúcar y banano de la isla, y miles de viviendas resultaron dañadas, dejando a 10.000 personas sin hogar.  Hubo 40 muertes y los daños totalizaron aproximadamente $50 millones.  La tormenta inundó muchos ríos y destruyó más de 800 casas en República Dominicana.  Hubo alrededor de 100 muertes y $ 12 millones en daños.  En Haití, hasta 1000 personas murieron y 60.000 quedaron sin hogar. Los daños ascendieron a $ 20,35 millones.  Unas 125.000 personas se vieron obligadas a evacuar Cuba,  y hubo tres muertos y $20 millones en daños. En las Bahamas, las fuertes lluvias y las mareas altas provocaron inundaciones, que mataron a cinco personas y dejaron $15,5 millones en daños.  Se observaron vientos con fuerza de huracán en los Cayos de Florida, donde resultaron dañados 160 hogares y 190 remolques.  rocío de sal dañó los cultivos en la región, y hubo $5 millones en daños y cuatro muertes.  En el Estrecho de Florida, Inés volcó un barco de refugiados cubanos, matando a 45 personas.  En el norte del Golfo de México, un helicóptero se estrelló después de transportar evacuados de una plataforma petrolera, matando a 11 personas.  Inés produjo inundaciones y provocó algunos cortes de energía en la península de Yucatán.  En su recalada final, Inés inundó porciones de Tamaulipas y carreteras cortadas a Tampico. Alrededor de 84.000 personas quedaron sin hogar,  y el huracán destruyó al menos 2500 casas.  Los daños se estimaron en $104 millones, y hubo 74 muertes en México

### Tormenta tropical Judith
El 26 y 27 de septiembre, las imágenes satelitales y los barcos monitorearon un área de clima perturbado ubicada al este de las Antillas Menores y luego del huracán Inés. Según los informes de una circulación,  el sistema se convirtió en una depresión tropical a las 00:00 UTC del 27 de septiembre. La depresión se intensificó lentamente y se convirtió en la tormenta tropical Judith alrededor del mediodía del 28 de septiembre. Mientras se concentraba al norte de Barbados al día siguiente, Judith alcanzó su máxima intensidad con vientos máximos sostenidos de 50 mph (80 km/h) y una presión barométrica mínima de 1.007 mbar (29,7 inHg),  ambos observados por un vuelo de avión de reconocimiento. Poco después, la tormenta cruzó las Islas de Barlovento y se debilitó a depresión tropical, posiblemente debido a que entró en el desagüe de Inés. A las 12:00 UTC del 30 de septiembre, Judith se disipó sobre el Mar Caribe oriental.  Se observaron vientos de hasta 37 mph (60 km/h) en Martinica.

### Tormenta tropical Kendra
Una onda tropical se movió frente a la costa occidental de África el 2 de octubre y dio lugar a un área de tiempo perturbado que organiza de manera constante a medida que avanza hacia el norte entre África y Cabo Verde. Se convirtió en una depresión tropical a las 12:00 UTC del 3 de octubre y mantuvo esa fuerza durante unos días. El 7 de octubre, un barco mide 40 mph (65 km / h) vientos, el impulso para la mejora de la depresión a tormenta tropical Kendra. La naturaleza organizada del sistema de imágenes de satélite sugirió que podría haber convertido en una tormenta tropical a las 4 de octubre, pero la escasez de observaciones excluida una actualización. El ciclón curvada hacia el suroeste y comenzó a debilitarse como su convección disipa. A las 00:00 GMT el 10 de octubre, que degeneró en una baja remanente el cual disipa en una cubeta abierta sobre el Atlántico central al día siguiente.

### Huracán Lois
Un vórtice dentro de un área de baja presión se convirtió en una depresión tropical a las 12:00 UTC del 4 de noviembre, mientras se encontraba a unas 965 millas (1555 km) al este-sureste de las Bermudas. Inicialmente, la depresión presentaba temperaturas frías cerca del centro y no poseía completamente características tropicales.  Durante los días siguientes, la depresión se organizó aún más y adquirió un centro de circulación más cálido mientras se dirigía hacia el oeste-suroeste y luego hacia el este-sureste.  A última hora del 6 de noviembre, la depresión se convirtió en tormenta tropical Lois,  según las observaciones de vuelos de aviones de reconocimiento.  Pasando al oeste de las Azores el 10 de noviembre, se observó una velocidad sostenida del viento de 50 mph (80 km/h) en Isla de Corvo. Moviéndose sobre una temperatura oceánica más fría,  Lois perdió gradualmente las características tropicales y pasó a ser un ciclón extratropical a las 00:00 UTC del 12 de noviembre, mientras se encontraba a unas 640 millas (1030 km) al norte de la isla de São Miguel. Los restos se curvaron hacia el sureste y se debilitaron hasta disiparse a unos cientos de millas de la costa de Portugal el 14 de noviembre.

## Nombre de los ciclones tropicales
Los siguientes nombres se usaron para las tormentas con nombre (tormentas tropicales y huracanes) que se formaron en el Atlántico Norte en 1966. Las tormentas se llamaron Dorothy, Faith, Hallie, Inés, Kendra y Lois por primera vez en 1966. En 1967 conferencia de advertencia de huracanes se decidió utilizar la lista de nombres de 1966 para 1970, con el nombre Faith fue sustituido por Francelia. El nombre Inés fue retirado después de la conferencia de alerta de huracanes de 1969. Los nombres que no fueron asignados están marcados en 
.
| - Alma - Becky - Celia - Dorothy - Ella - Faith - Greta | - Hallie - Inés - Judith - Kendra - Lois - Marsha (sin usar) - Noreen (sin usar) | - Orpha (sin usar) - Patty (sin usar) - Rena (sin usar) - Sherry (sin usar) - Thora (sin usar) - Vicky (sin usar) - Wilma (sin usar) |

- Datos: Q4572234
- Multimedia: 1966 Atlantic hurricane season / Q4572234